# Heptè
L'heptè o hepté és una olefina o alquè amb la fórmula C₇H14. La versió comercial de l'alquè es troba en estat líquid i és una barreja de diferents isòmers de la mateixa molècula. S'utilitza com a additiu en lubricants, com a catalitzador, i com a tensioactiu. Aquest producte químic és també conegut amb el nom d'heptilè.

Un registre semilogaritmic de la pressió de vapor de l'heptè en comparació amb diversos líquids.